# Campeonato Mundial de Ginástica Rítmica de 2022
O Campeonato Mundial de Ginástica Rítmica de 2022 foi realizado de 14 a 18 de setembro de 2022 em Sófia, Bulgária.

## Países participantes
| Participantes            | Nações |
| ------------------------ | --- |
| Conjunto + 3 individuais | Austrália Azerbaijão China Coreia do Sul Ucrânia Uzbequistão |
| Conjunto + 2 individuais | Brasil Espanha França Alemanha Grécia Hungria Itália Japão Cazaquistão |
| Conjunto + 1 individuais | Armênia Bulgária Chéquia Estónia Finlândia Geórgia Israel México Polónia Portugal Taipé Chinesa Turquia |
| Conjunto                 | Venezuela |
| 3 individuais            | Canadá |
| 2 individuais            | Letônia Roménia Estados Unidos |
| 1 individual             | Andorra Angola Argentina Áustria Bélgica Bósnia e Herzegovina Colômbia Croácia Chipre Dinamarca Egito Grã-Bretanha Hong Kong Quirguistão Lituânia Luxemburgo Moldávia Mongólia Nova Zelândia Filipinas África do Sul Singapura Eslovênia San Marino Sérvia Sri Lanka Suíça Eslováquia Suécia Tailândia |

## Calendário
- Quarta-feira, 14 de setembro
  - 09:30 - 19:10 Qualificatória Individual - Arco e Bola
  - 20:20 - 21:00 Cerimônia de Abertura
  - 21:00 - 21:35 Final Individual Arco
  - 21:42 - 22:17 Final Individual Bola
- Quinta-feira, 15 de setembro
  - 09:30 - 19:16 Qualificatória Individual - Maças e Fita
  - 21:00 - 21:35 Final Individual Maças
  - 21:42 - 22:17 Final Individual Fita
- Sexta-feira, 16 de setembro
  - 14:30 - 18:55 Conjuntos Geral
- Sábado, 17 de setembro
  - 14:45 - 19:31 Final Individual Geral
- Domingo, 18 de setembro
  - 15:00 - 15:43 Final Conjuntos 5 Arcos
  - 15:48 - 16:31 Final Conjunto 3 Fitas + 2 Bolas
  - 17:15 - 18:00 Cerimônia de Encerramento

## Resumo de medalhas
| Event                  | Ouro | Prata | Bronze |
| ---------------------- | --- | --- | --- |
| Competição por Equipes | | | |
| Equipes                | Itália · Individuais · Milena Baldassarri · Sofia Raffaeli · Conjunto · Martina Centofanti · Agnese Duranti · Alessia Maurelli · Daniela Mogurean · Laura Paris · Martina Santandrea | Alemanha · Individuais · Margarita Kolosov · Darja Varfolomeev · Conjunto · Anja Kosan · Daniella Kromm · Alina Oganesyan · Francine Schöning · Hannah Vester | Espanha · Individuais · Alba Bautista · Polina Berezina · Conjunto · Ana Arnau · Inés Bergua · Valeria Márquez · Mireia Martínez · Patricia Pérez · Salma Solaun |
| Finais Individuais     | | | |
| Individual Geral       | Sofia Raffaeli | Darja Varfolomeev | Stiliana Nikolova |
| Arco                   | Sofia Raffaeli | Stiliana Nikolova | Darja Varfolomeev |
| Ball                   | Sofia Raffaeli | Darja Varfolomeev | Milena Baldassarri |
| Maças                  | Darja Varfolomeev | Stiliana Nikolova | Sofia Raffaeli |
| Fita                   | Sofia Raffaeli | Stiliana Nikolova | Ekaterina Vedeneeva |
| Finais dos Conjuntos   | | | |
| Geral                  | Bulgária · Sofia Ivanova · Kamelia Petrova · Rachel Stoyanov · Radina Tomova · Zhenina Trashlieva · Margarita Vasileva                                                               | Israel · Shani Bakanov · Adar Friedmann · Romi Paritzki · Ofir Shaham · Diana Svertsov                                                                        | Espanha · Ana Arnau · Inés Bergua · Valeria Márquez · Mireia Martínez · Patricia Pérez · Salma Solaun                                                            |
| 5 Arcos                | Itália · Martina Centofanti · Agnese Duranti · Alessia Maurelli · Daniela Mogurean · Laura Paris · Martina Santandrea*                                                               | Israel · Shani Bakanov · Adar Friedmann · Romi Paritzki · Ofir Shaham · Diana Svertsov                                                                        | Espanha · Ana Arnau · Inés Bergua · Valeria Márquez* · Mireia Martínez · Patricia Pérez · Salma Solaun                                                           |
| 3 Fitas + 2 Bolas      | Bulgária · Sofia Ivanova · Kamelia Petrova · Rachel Stoyanov · Radina Tomova · Zhenina Trashlieva · Margarita Vasileva*                                                              | Itália · Martina Centofanti · Agnese Duranti · Alessia Maurelli · Daniela Mogurean · Laura Paris* · Martina Santandrea                                        | Azerbaijão · Gullu Aghalarzade · Laman Alimuradova · Kamilla Aliyeva* · Zeynab Hummatova · Yelyzaveta Luzan · Darya Sorokina                                     |

* ginasta reserva

## Individual

### Qualificatória Individual
- The top 8 scores in individual apparatus qualify to the apparatus finals and the top 18 in overall qualification scores advance to the all-around final.

| Pos. | Ginasta                    | Nação                |             |             |             |             | Total  |    |
| ---- | -------------------------- | -------------------- | ----------- | ----------- | ----------- | ----------- | ------ | -- |
| 1    | Sofia Raffaeli             | Itália               | 32.450 (3)  | 33.900 (1)  | 31.000 (7)  | 32.500 (1)  | 98.850 | Q  |
| 2    | Stiliana Nikolova          | Bulgária             | 34.150 (1)  | 30.300 (11) | 32.650 (1)  | 31.400 (2)  | 98.200 | Q  |
| 3    | Darja Varfolomeev          | Alemanha             | 32.300 (4)  | 32.650 (2)  | 31.100 (4)  | 29.150 (10) | 96.050 | Q  |
| 4    | Margarita Kolosov          | Alemanha             | 32.450 (2)  | 30.100 (12) | 30.800 (8)  | 28.850 (14) | 93.350 | Q  |
| 5    | Viktoriia Onopriienko      | Ucrânia              | 30.250 (13) | 32.000 (4)  | 31.050 (6)  | 28.750 (16) | 93.300 | Q  |
| 6    | Ekaterina Vedeneeva        | Eslovênia            | 30.800 (9)  | 30.700 (7)  | 31.600 (2)  | 29.750 (5)  | 93.100 | Q  |
| 7    | Adi Asya Katz              | Israel               | 31.200 (5)  | 30.850 (5)  | 30.650 (9)  | 29.650 (7)  | 92.700 | Q  |
| 8    | Milena Baldassarri         | Itália               | 31.200 (6)  | 32.100 (3)  | 29.350 (15) | 28.000 (20) | 92.650 | Q  |
| 9    | Alba Bautista              | Espanha              | 28.950 (17) | 30.750 (6)  | 30.500 (10) | 30.400 (3)  | 91.650 | Q  |
| 10   | Zohra Aghamirova           | Azerbaijão           | 30.850 (8)  | 29.400 (17) | 30.450 (11) | 29.950 (4)  | 91.250 | Q  |
| 11   | Takhmina Ikromova          | Uzbequistão          | 30.700 (10) | 29.350 (19) | 31.050 (5)  | 29.100 (11) | 91.100 | Q  |
| 12   | Annaliese Dragan           | Roménia              | 28.600 (22) | 29.800 (13) | 31.300 (3)  | 29.600 (8)  | 90.700 | Q  |
| 13   | Fanni Pigniczki            | Hungria              | 28.500 (23) | 30.550 (10) | 29.250 (16) | 29.700 (6)  | 89.500 | Q  |
| 14   | Elzhana Taniyeva           | Cazaquistão          | 30.650 (11) | 29.400 (18) | 29.450 (13) | 26.950 (29) | 89.500 | Q  |
| 15   | Evita Griskenas            | Estados Unidos       | 31.050 (7)  | 29.300 (22) | 28.050 (26) | 29.050 (12) | 89.400 | Q  |
| 16   | Lili Mizuno                | Estados Unidos       | 28.950 (19) | 30.700 (9)  | 29.350 (14) | 26.700 (31) | 89.000 | Q  |
| 17   | Marina Malpica             | México               | 29.400 (14) | 29.650 (14) | 28.500 (22) | 26.250 (35) | 87.550 | Q  |
| 18   | Yating Zhao                | China                | 29.200 (15) | 29.400 (16) | 28.750 (19) | 21.250 (67) | 87.350 | Q  |
| 19   | Andreea Verdes             | Roménia              | 28.450 (24) | 30.700 (8)  | 28.050 (26) | 26.100 (38) | 87.200 | R1 |
| 20   | Polina Berezina            | Espanha              | 26.350 (44) | 29.300 (21) | 28.800 (18) | 28.850 (14) | 86.950 | R2 |
| 21   | Yosmina Rakhimova          | Uzbequistão          | 28.400 (25) | 29.200 (23) |             | 29.300 (9)  | 86.900 | R3 |
| 22   | Helene Karbanov            | França               | 30.400 (12) | 28.650 (26) | 26.650 (40) | 27.250 (27) | 86.300 | R4 |
| 23   | Geovanna Santos            | Brasil               | 27.850 (33) | 27.100 (42) | 29.700 (12) | 28.550 (18) | 86.100 |    |
| 24   | Aibota Yertaikyzy          | Cazaquistão          | 28.950 (18) | 28.450 (29) | 28.400 (24) | 28.700 (17) | 86.100 |    |
| 25   | Panagiota Lytra            | Grécia               | 29.050 (16) | 28.050 (33) | 28.500 (21) | 27.700 (25) | 85.600 |    |
| 26   | Maelle Millet              | França               | 28.650 (21) | 28.950 (24) | 27.550 (30) | 27.900 (22) | 85.500 |    |
| 27   | Hanna Panna Wiesner        | Hungria              | 28.200 (27) | 27.150 (41) | 29.000 (17) | 27.700 (24) | 84.900 |    |
| 28   | Małgorzata Roszatycka      | Polónia              | 25.400 (47) | 28.550 (27) | 27.000 (33) | 29.050 (13) | 84.600 |    |
| 29   | Polina Karika              | Ucrânia              | 27.950 (30) | 29.350 (20) | 26.900 (34) |             | 84.200 |    |
| 30   | Alexandra Kiroi-Bogatyreva | Austrália            | 26.850 (41) | 28.950 (25) | 27.700 (29) | 26.250 (34) | 83.500 |    |
| 31   | Anna Sokolova              | Chipre               | 27.950 (29) | 28.500 (28) | 26.850 (36) | 26.050 (39) | 83.300 |    |
| 32   | Sumire Kita                | Japão                | 26.900 (40) | 26.600 (47) | 28.400 (23) | 27.900 (23) | 83.200 |    |
| 33   | Aino Yamada                | Japão                | 27.900 (31) | 27.650 (38) | 25.650 (46) | 27.550 (26) | 83.100 |    |
| 34   | Sol Martinez Fainberg      | Argentina            | 28.950 (20) | 25.650 (50) | 28.250 (25) | 25.450 (45) | 82.850 |    |
| 35   | Suzanna Shahbazian         | Canadá               | 27.700 (35) | 28.250 (30) | 26.800 (38) |             | 82.750 |    |
| 36   | Carmel Kallemaa            | Canadá               | 27.050 (37) | 27.050 (43) | 28.500 (20) | 26.500 (33) | 82.600 |    |
| 37   | Elisabeth Jamil            | Finlândia            | 26.450 (43) | 28.200 (31) | 27.750 (28) | 24.200 (52) | 82.400 |    |
| 38   | Kamelya Tuncel             | Turquia              | 28.100 (28) | 27.350 (40) | 26.800 (39) | 26.800 (30) | 82.250 |    |
| 39   | Livia Maria Chiariello     | Suíça                | 27.500 (36) | 27.950 (34) | 25.700 (44) | 26.050 (40) | 81.500 |    |
| 40   | Yue Zhao                   | China                | 27.900 (32) | 29.450 (15) |             | 24.050 (54) | 81.400 |    |
| 41   | Barbara Domingos           | Brasil               | 24.500 (54) | 28.100 (32) | 25.150 (50) | 27.950 (21) | 81.200 |    |
| 42   | Melany Keler               | Estónia              | 28.400 (26) | 26.750 (45) | 25.700 (45) | 26.050 (41) | 81.200 |    |
| 43   | Jiin Sohn                  | Coreia do Sul        | 25.800 (46) | 27.700 (36) | 25.400 (48) |             | 78.900 |    |
| 44   | Maria Dervisi              | Grécia               | 22.950 (70) | 27.500 (39) | 26.850 (35) | 24.450 (50) | 78.800 |    |
| 45   | Aliaa Saleh                | Egito                | 26.600 (42) | 27.700 (37) | 24.250 (56) | 23.750 (58) | 78.550 |    |
| 46   | Rita Araujo                | Portugal             | 23.250 (69) | 25.800 (49) | 26.250 (42) | 25.800 (43) | 77.850 |    |
| 47   | Nikola Vasiljeva           | Letônia              | 25.100 (51) | 21.600 (77) | 26.100 (43) | 26.550 (32) | 77.750 |    |
| 48   | Ketevan Arbolishvili       | Geórgia              | 23.450 (65) | 26.800 (44) | 24.350 (54) | 26.200 (36) | 77.350 |    |
| 49   | Michaela Zatkova           | Eslováquia           | 23.750 (62) | 25.150 (54) | 26.450 (41) | 25.300 (46) | 76.900 |    |
| 50   | Fausta Sostakaite          | Lituânia             | 25.150 (49) | 25.350 (52) | 23.450 (61) | 25.550 (44) | 76.050 |    |
| 51   | Tamara Artic               | Croácia              | 23.300 (68) | 24.850 (56) | 25.400 (47) | 25.250 (47) | 75.500 |    |
| 52   | Lina Dussan                | Colômbia             | 25.200 (48) | 26.600 (46) | 23.100 (64) | 22.000 (65) | 74.900 |    |
| 53   | Havana Hopman              | Nova Zelândia        | 22.650 (72) | 23.950 (62) | 25.300 (49) | 24.950 (48) | 74.200 |    |
| 54   | Valentina Domenig-Ozimic   | Áustria              | 24.300 (57) | 25.250 (53) | 24.650 (51) | 22.100 (64) | 74.200 |    |
| 55   | Yewon Lee                  | Coreia do Sul        |             | 26.500 (48) | 23.300 (63) | 24.300 (51) | 74.100 |    |
| 56   | Nikolina Lekovic           | Sérvia               | 24.050 (59) | 24.700 (58) | 24.500 (52) | 21.650 (66) | 73.250 |    |
| 57   | Santa Stepulane            | Letônia              | 23.300 (67) | 24.900 (55) | 22.950 (65) | 24.800 (49) | 73.000 |    |
| 58   | Alessia Verstappen         | Bélgica              | 25.050 (52) | 23.450 (65) | 24.450 (53) | 22.300 (62) | 72.950 |    |
| 59   | Denisa Stepankova          | Chéquia              | 24.400 (56) | 24.850 (57) | 23.650 (58) | 18.500 (77) | 72.900 |    |
| 60   | Sophie Turpel              | Luxemburgo           | 22.750 (71) | 23.850 (63) | 24.300 (55) | 23.850 (56) | 72.000 |    |
| 61   | Piyada Peeramatukorn       | Tailândia            | 23.500 (63) | 24.150 (60) | 23.600 (59) | 24.200 (53) | 71.950 |    |
| 62   | Alva Svennbeck             | Suécia               | 25.150 (50) | 23.000 (69) | 22.150 (69) | 23.750 (57) | 71.900 |    |
| 63   | Katelin Wie Qi Heng        | Singapura            | 24.750 (53) | 22.650 (70) | 23.300 (62) | 22.850 (60) | 70.900 |    |
| 64   | Undram Khashbat            | Mongólia             | 24.150 (58) | 24.400 (59) | 21.650 (70) | 20.800 (70) | 70.200 |    |
| 65   | Tzu-Wen Li                 | Taipé Chinesa        | 23.400 (66) | 22.600 (73) | 24.150 (57) | 20.150 (74) | 70.150 |    |
| 66   | Breanna Labadan            | Filipinas            | 23.950 (60) | 22.450 (75) | 20.650 (76) | 23.450 (59) | 69.850 |    |
| 67   | Anna-Marie Ondaatje        | Sri Lanka            | 23.450 (64) | 23.400 (66) | 22.300 (67) | 20.000 (75) | 69.150 |    |
| 68   | Sevara Khaitova            | Quirguistão          | 23.750 (61) | 23.300 (68) | 21.650 (71) | 20.150 (73) | 68.700 |    |
| 69   | Veronica Sturmilova        | Moldávia             | 24.450 (55) | 22.500 (74) | 21.050 (73) | 15.600 (79) | 68.000 |    |
| 70   | Berta Miquel               | Andorra              | 21.750 (75) | 23.750 (64) | 22.300 (68) | 21.150 (68) | 67.800 |    |
| 71   | Luana Gomes                | Angola               | 20.350 (77) | 22.600 (72) | 18.500 (78) | 23.950 (55) | 66.900 |    |
| 72   | Lai Chun Cheng             | Hong Kong            | 22.400 (73) | 22.600 (71) | 20.800 (75) | 20.400 (72) | 65.800 |    |
| 73   | Matilde Tamagnini          | San Marino           | 22.150 (74) | 18.950 (79) | 22.450 (66) | 20.650 (71) | 65.250 |    |
| 74   | Yulia Galukhin             | África do Sul        | 20.100 (78) | 21.250 (78) | 20.950 (74) | 22.200 (63) | 64.400 |    |
| 75   | Amila Becirovic            | Bósnia e Herzegovina | 20.650 (76) | 18.000 (80) | 19.000 (77) | 22.700 (61) | 62.350 |    |
| 76   | Meri Poghosyan             | Armênia              | 18.600 (80) | 21.750 (76) | 21.450 (72) | 18.650 (76) | 61.850 |    |
| 77   | Alma Pedersen              | Dinamarca            | 19.450 (79) | 24.000 (61) | 18.250 (79) | 18.350 (78) | 61.800 |    |
| –    | Ilona Zeynalova            | Azerbaijão           |             |             |             | 28.250 (19) | 54.050 |    |
| –    | Joowon Kim                 | Coreia do Sul        |             |             | 27.000 (32) | 27.050 (28) | 53.700 |    |
| –    | Alina Gozalova             | Azerbaijão           |             |             |             | 26.100 (37) | 52.550 |    |
| –    | Asya Seker                 | Austrália            | 27.700 (34) |             |             | 26.000 (42) | 49.650 |    |
| –    | Isabella Wang              | Austrália            |             | 23.300 (67) |             | 21.050 (69) | 44.350 |    |
| –    | Polina Horodnycha          | Ucrânia              |             |             | 27.400 (31) |             | 28.250 |    |
| –    | Huilin Li                  | China                |             |             | 26.850 (37) |             | 27.400 |    |
| –    | Asal Akhmedova             | Uzbequistão          | 26.150 (45) |             | 23.500 (60) |             | 26.850 |    |
| –    | Tatiana Cocsanova          | Canadá               | 27.000 (39) | 25.550 (51) |             |             | 26.100 |    |
| DNF  | Marfa Ekimova              | Reino Unido          | 27.050 (38) | 27.800 (35) |             |             | DNF    |    |
| DNS  | Daria Atamanov             | Israel               |             |             |             |             | DNS    |    |
| DNS  | Boryana Kaleyn             | Bulgária             |             |             |             |             | DNS    |    |

### Individual Geral
| Pos. | Ginasta               | Nação          |        |        |        |        | Total   |
| ---- | --------------------- | -------------- | ------ | ------ | ------ | ------ | ------- |
| 1    | Sofia Raffaeli        | Itália         | 33.800 | 34.250 | 32.250 | 32.950 | 133.250 |
| 2    | Darja Varfolomeev     | Alemanha       | 32.850 | 33.400 | 33.750 | 32.450 | 132.450 |
| 3    | Stiliana Nikolova     | Bulgária       | 33.450 | 32.600 | 32.600 | 30.150 | 128.800 |
| 4    | Viktoriia Onopriienko | Ucrânia        | 33.050 | 31.100 | 32.000 | 28.900 | 125.050 |
| 5    | Milena Baldassarri    | Itália         | 31.500 | 31.300 | 31.800 | 30.300 | 124.900 |
| 6    | Adi Asya Katz         | Israel         | 31.900 | 31.300 | 31.500 | 29.750 | 124.450 |
| 7    | Ekaterina Vedeneeva   | Eslovênia      | 31.650 | 30.600 | 31.150 | 29.750 | 123.150 |
| 8    | Elzhana Taniyeva      | Cazaquistão    | 29.700 | 32.850 | 31.650 | 26.800 | 121.000 |
| 9    | Fanni Pigniczki       | Hungria        | 30.950 | 31.100 | 30.150 | 28.100 | 120.300 |
| 10   | Evita Griskenas       | Estados Unidos | 31.900 | 29.550 | 29.700 | 28.800 | 119.950 |
| 11   | Takhmina Ikromova     | Uzbequistão    | 30.850 | 30.350 | 28.950 | 28.400 | 118.550 |
| 12   | Lili Mizuno           | Estados Unidos | 29.950 | 30.400 | 29.400 | 28.100 | 117.850 |
| 13   | Zohra Aghamirova      | Azerbaijão     | 30.500 | 29.500 | 29.550 | 26.900 | 116.450 |
| 14   | Marina Malpica        | México         | 29.250 | 28.900 | 29.450 | 28.500 | 116.100 |
| 15   | Margarita Kolosov     | Alemanha       | 28.900 | 29.250 | 30.550 | 26.950 | 115.650 |
| 16   | Yating Zhao           | China          | 29.450 | 28.900 | 28.750 | 28.200 | 115.300 |
| 17   | Alba Bautista         | Espanha        | 28.100 | 30.400 | 29.750 | 26.550 | 114.800 |
| 18   | Annaliese Dragan      | Roménia        | 28.600 | 30.550 | 27.600 | 26.750 | 113.500 |

### Arco
Fonte: 
| Pos. | Ginasta            | Nação          | Nota D | Nota E | Nota A | Pen.  | Total  |
| ---- | ------------------ | -------------- | ------ | ------ | ------ | ----- | ------ |
| 1    | Sofia Raffaeli     | Itália         | 17.500 | 8.750  | 8.600  |       | 34.850 |
| 2    | Stiliana Nikolova  | Bulgária       | 16.200 | 8.700  | 8.500  |       | 33.400 |
| 3    | Darja Varfolomeev  | Alemanha       | 15.500 | 8.500  | 8.150  |       | 32.150 |
| 4    | Adi Asya Katz      | Israel         | 15.400 | 8.300  | 8.050  |       | 31.750 |
| 5    | Margarita Kolosov  | Alemanha       | 15.100 | 8.550  | 8.000  |       | 31.650 |
| 6    | Zohra Aghamirova   | Azerbaijão     | 15.300 | 8.000  | 7.850  |       | 31.150 |
| 7    | Evita Griskenas    | Estados Unidos | 14.000 | 8.200  | 8.250  |       | 30.450 |
| 8    | Milena Baldassarri | Itália         | 14.100 | 7.550  | 7.950  | -0.30 | 29.300 |

### Bola
Fonte: 
| Pos. | Ginasta               | Nação     | Nota D | Nota E | Nota A | Pen.  | Total  |
| ---- | --------------------- | --------- | ------ | ------ | ------ | ----- | ------ |
| 1    | Sofia Raffaeli        | Itália    | 17.600 | 8.650  | 8.650  |       | 34.900 |
| 2    | Darja Varfolomeev     | Alemanha  | 17.100 | 8.700  | 8.300  |       | 34.100 |
| 3    | Milena Baldassarri    | Itália    | 15.600 | 8.400  | 8.400  |       | 32.400 |
| 4    | Viktoriia Onopriienko | Ucrânia   | 14.300 | 8.250  | 8.250  |       | 30.800 |
| 5    | Alba Bautista         | Espanha   | 14.600 | 7.900  | 8.150  |       | 30.650 |
| 6    | Ekaterina Vedeneeva   | Eslovênia | 14.000 | 8.550  | 7.900  | -0.05 | 30.400 |
| 7    | Adi Asya Katz         | Israel    | 13.600 | 7.950  | 8.050  |       | 29.600 |
| 8    | Andreea Verdes        | Roménia   | 13.400 | 7.800  | 8.000  |       | 29.200 |

### Maças
| Pos. | Ginasta               | Nação       | Nota D | Nota E | Nota A | Pen.  | Total  |
| ---- | --------------------- | ----------- | ------ | ------ | ------ | ----- | ------ |
| 1    | Darja Varfolomeev     | Alemanha    | 16.800 | 8.350  | 8.400  |       | 33.550 |
| 2    | Stiliana Nikolova     | Bulgária    | 16.400 | 7.950  | 8.250  |       | 32.600 |
| 3    | Sofia Raffaeli        | Itália      | 16.300 | 7.350  | 8.200  |       | 31.850 |
| 4    | Takhmina Ikromova     | Uzbequistão | 15.400 | 8.250  | 7.900  |       | 31.550 |
| 5    | Margarita Kolosov     | Alemanha    | 15.000 | 8.250  | 8.100  |       | 31.350 |
| 6    | Viktoriia Onopriienko | Ucrânia     | 15.300 | 7.450  | 8.100  |       | 30.850 |
| 7    | Annaliese Dragan      | Roménia     | 14.100 | 8.150  | 8.000  |       | 30.250 |
| 8    | Ekaterina Vedeneeva   | Eslovênia   | 13.200 | 8.150  | 8.150  | -0.05 | 29.450 |

### Fita
| Pos. | Ginasta             | Nação      | Nota D | Nota E | Nota A | Pen.  | Total  |
| ---- | ------------------- | ---------- | ------ | ------ | ------ | ----- | ------ |
| 1    | Sofia Raffaeli      | Itália     | 15.600 | 8.350  | 8.700  |       | 32.650 |
| 2    | Stiliana Nikolova   | Bulgária   | 14.700 | 8.500  | 8.650  |       | 31.850 |
| 3    | Ekaterina Vedeneeva | Eslovênia  | 13.200 | 8.400  | 8.350  | -0.05 | 29.900 |
| 4    | Adi Asya Katz       | Israel     | 13.400 | 8.300  | 8.200  |       | 29.900 |
| 5    | Zohra Aghamirova    | Azerbaijão | 13.400 | 7.900  | 7.700  |       | 29.000 |
| 6    | Annaliese Dragan    | Roménia    | 12.600 | 8.100  | 8.050  |       | 28.750 |
| 7    | Alba Bautista       | Espanha    | 11.700 | 7.450  | 7.700  | -0.05 | 26.800 |
| 8    | Fanni Pigniczki     | Hungria    | 11.000 | 7.000  | 7.250  |       | 25.250 |

## Conjuntos

### Equipes
| Equipe  | Armênia (ARM)                                                                                             | Austrália (AUS)                                                                        | Azerbaijão (AZE)                                                                                     | Brasil (BRA)                                                                                         | Bulgária (BUL) | China (CHN)                                                                                          |
| Membros | Erika Davidyan Maria Gevorgjans Anahit Khachatryan Hasmik Manukyan Alina Pogosian                         | Ainsley Barker Laura Gosling Ashleigh Law Tahlya Smith Charlotte Wong                  | Gullu Aghalarzade Laman Alimuradova Kamilla Aliyeva Zeynab Hummatova Yelyzaveta Luzan Darya Sorokina | Maria Arakaki Deborah Medrado Gabrielle Moraes Giovanna Oliveira Nicole Pircio Barbara Urquiza       | Sofia Ivanova Kamelia Petrova Rachel Stoyanov Radina Tomova Zhenina Trashlieva Margarita Vasileva                     | Guo Qiqi Hao Ting Huang Zhangjiayang Yanzhu Pu Lanjing Wang                                          |
| Equipe  | Canadá (CAN)                                                                                              | Chéquia (CZE)                                                                          | Espanha (ESP)                                                                                        | Estónia (EST)                                                                                        | Finlândia (FIN) | França (FRA)                                                                                         |
| Membros | Pari Goyal Hanna Kalashnikava Stephania Medetbayeva Julia Oprea Veronika Trublina                         | Kristina Charvatova Isabela Hortova Berenika Kourilova Tana Kristofova Adela Podlahova | Ana Arnau Inés Bergua Valeria Márquez Mireia Martínez Patricia Pérez Salma Solaun                    | Adelina Beljajeva Mirtel Korbelainen Evelin Naptal Kiara Oja Arina Okamanchuk Alina Vesselova        | Thea Haiba Assi Johansson Vera Jokinen Aurora Pohjanvirta Erika Raesaenen Vilina Sipilae                              | Eleonore Caburet Emma Delaine Ainhoa Dot Menelle Inaho Ashley Julien Lozea Vilarino                  |
| Equipe  | Geórgia (GEO)                                                                                             | Alemanha (GER)                                                                         | Grécia (GRE)                                                                                         | Hungria (HUN)                                                                                        | Israel (ISR) | Itália (ITA)                                                                                         |
| Membros | Gvantsa Bakuradze Ana Bejiashvili Mariam Kupunia Elizabeth Anna Odikadze Darya Ragimova Mariam Tskhomaria | Anja Kosan Daniella Kromm Alina Oganesyan Francine Schöning Hannah Vester              | Elpida Englezou Kalomoira Karoki Aikaterini Pagoulatou Christina Ourania Riga Marieta Topollai       | Lilla Jurca Alexa Amina Meszaros Mandula Virag Meszaros Dora Szabados Monika Urban-Szabo Lujza Varga | Shani Bakanov Adar Friedmann Romi Paritzki Ofir Shaham Diana Svertsov                                                 | Martina Centofanti Agnese Duranti Alessia Maurelli Daniela Mogurean Laura Paris Martina Santandrea   |
| Equipe  | Japão (JPN)                                                                                               | Cazaquistão (KAZ)                                                                      | Coreia do Sul (KOR)                                                                                  | México (MEX)                                                                                         | Polónia (POL) | Portugal (POR)                                                                                       |
| Membros | Mirika Hayashi Fuka Ikuno Rinako Inaki Chihana Nakamura Ayuka Suzuki Nanami Takenaka                      | Aruzhan Kassenova Sagina Muratkyzy Aidana Shakenova Assel Shukirbay Renata Zholdinova  | Yeojin Jun Yejin Ko Soyun Lee Dogyeong Park Eunmi Ye                                                 | Dalia Alcocer Nicole Cejudo Sofia Flores Kimberly Salazar Adirem Tejeda                              | Milena Gorska Liwia Krzyzanowska Madoka Przybylska Magdalena Szewczuk Julia Wojciechowska                             | Margarida Ferreira Beatriz Freitas Clara Melo Felicia Oprea Clara Paiva Bruna Simoes                 |
| Equipe  | Taipé Chinesa (TPE)                                                                                       | Turquia (TUR)                                                                          | Ucrânia (UKR)                                                                                        | Estados Unidos (USA)                                                                                 | Uzbequistão (UZB) | Venezuela (VEN)                                                                                      |
| Membros | Ting-Chen Chan Hsin-Ya Lai Yu-Ching Lo Fan-Xi Peng Jui-Shan Tsai                                          | Isil Alas Yeliz Gunes Ozdemir Melisa Sert Duru Duygu Usta                              | Yelyzaveta Azza Diana Baieva Daryna Duda Nikol Krasiuk Anastasiya Voznyak Oleksandra Yushchak        | Gergana Petkova Katerine Sakhnov Karolina Saverino Hana Starkman Emily Wilson                        | Khurshidabonu Abdurafova Nilufar Azamova Nargiza Djumaniyazova Shakhzoda Ibragimova Mumtozabonu Iskhokzoda Mariya Pak | Maria Dominguez Maria Waleska Odeja Rocelyn Palencia Dahilin Parra Juliette Quiroz Yelbery Rodriguez |

### Geral
As 8 melhores pontuações no aparelho qualificam-se para as finais por aparelho dos conjuntos. 
| Pos. | Nação          | 5           | 3 + 2       | Total  |
| ---- | -------------- | ----------- | ----------- | ------ |
| 1    | Bulgária       | 33.800 (3)  | 32.800 (1)  | 66.600 |
| 2    | Israel         | 33.850 (2)  | 30.800 (2)  | 64.650 |
| 3    | Espanha        | 33.450 (6)  | 29.750 (3)  | 63.200 |
| 4    | Itália         | 34.150 (1)  | 27.900 (8)  | 62.050 |
| 5    | Brasil         | 33.550 (5)  | 27.150 (10) | 60.700 |
| 6    | México         | 32.150 (7)  | 28.000 (7)  | 60.150 |
| 7    | China          | 31.900 (8)  | 28.100 (5)  | 60.000 |
| 8    | Japão          | 33.750 (4)  | 26.050 (13) | 59.800 |
| 9    | Azerbaijão     | 30.000 (14) | 29.250 (4)  | 59.250 |
| 10   | Grécia         | 30.950 (11) | 27.850 (9)  | 58.800 |
| 11   | França         | 31.400 (9)  | 26.550 (12) | 57.950 |
| 12   | Ucrânia        | 30.800 (12) | 27.100 (11) | 57.900 |
| 13   | Polónia        | 30.950 (10) | 25.850 (14) | 56.800 |
| 14   | Alemanha       | 25.950 (21) | 28.050 (6)  | 54.000 |
| 15   | Estados Unidos | 28.650 (15) | 25.250 (16) | 53.900 |
| 16   | Hungria        | 28.500 (16) | 25.350 (15) | 53.850 |
| 17   | Finlândia      | 27.600 (19) | 25.100 (17) | 52.700 |
| 18   | Uzbequistão    | 30.000 (13) | 22.250 (20) | 52.250 |
| 19   | Geórgia        | 28.150 (18) | 21.600 (22) | 49.750 |
| 20   | Estónia        | 22.250 (27) | 24.500 (18) | 46.750 |
| 21   | Turquia        | 28.200 (17) | 17.750 (27) | 45.950 |
| 22   | Austrália      | 24.750 (24) | 20.500 (23) | 45.250 |
| 23   | Chéquia        | 25.600 (22) | 19.600 (25) | 45.200 |
| 24   | Cazaquistão    | 23.250 (26) | 21.850 (21) | 45.100 |
| 25   | Portugal       | 20.750 (28) | 24.300 (19) | 45.050 |
| 26   | Coreia do Sul  | 25.600 (23) | 19.400 (26) | 45.000 |
| 27   | Venezuela      | 23.450 (25) | 20.350 (24) | 43.800 |
| 28   | Taipé Chinesa  | 26.400 (20) | 17.400 (28) | 43.800 |
| 29   | Armênia        | 16.200 (29) | 8.200 (29)  | 24.400 |
| DNS  | Canadá         |             |             | DNS    |

### 5 Arcos
| Pos. | Nação    | Nota D | Nota E | Nota A | Pen. | Total  |
| ---- | -------- | ------ | ------ | ------ | ---- | ------ |
| 1    | Itália   | 17.800 | 8.450  | 8.700  |      | 34.950 |
| 2    | Israel   | 17.500 | 8.400  | 8.150  |      | 34.050 |
| 3    | Espanha  | 17.100 | 8.300  | 8.400  |      | 33.800 |
| 4    | Brasil   | 17.600 | 7.650  | 8.100  |      | 33.350 |
| 5    | Japão    | 17.100 | 7.500  | 8.250  |      | 32.850 |
| 6    | México   | 16.700 | 7.750  | 7.750  |      | 32.200 |
| 7    | China    | 16.000 | 7.350  | 8.300  |      | 31.650 |
| 8    | Bulgária | 15.500 | 7.550  | 8.350  |      | 31.400 |

### 3 Fitas + 2 Bolas
| Pos. | Nação      | Nota D | Nota E | Nota A | Pen.  | Total  |
| ---- | ---------- | ------ | ------ | ------ | ----- | ------ |
| 1    | Bulgária   | 16.500 | 8.200  | 8.600  |       | 33.300 |
| 2    | Itália     | 15.100 | 7.800  | 8.550  |       | 31.450 |
| 3    | Azerbaijão | 15.600 | 7.450  | 7.700  |       | 30.750 |
| 4    | China      | 14.700 | 7.050  | 7.600  |       | 29.350 |
| 5    | Espanha    | 14.800 | 6.500  | 7.450  | -0.30 | 28.450 |
| 6    | Alemanha   | 14.100 | 7.050  | 7.450  | -0.65 | 27.950 |
| 7    | Israel     | 13.500 | 6.500  | 7.450  | -0.30 | 27.150 |
| 8    | México     | 13.700 | 6.050  | 7.050  | -0.30 | 26.500 |

## Equies

### Classificação Combinada da Equipe
| Pos. | Nação          |        |        |        |        | 5      | 3 + 2  | Total   |
| ---- | -------------- | ------ | ------ | ------ | ------ | ------ | ------ | ------- |
| 1    | Itália         | 63.650 | 66.000 | 60.350 | 60.500 | 27.900 | 34.150 | 312.550 |
| 2    | Alemanha       | 64.750 | 62.750 | 61.900 | 58.000 | 28.050 | 25.950 | 301.400 |
| 3    | Espanha        | 55.300 | 60.050 | 59.300 | 59.250 | 29.750 | 33.450 | 297.100 |
| 4    | Ucrânia        | 58.200 | 61.350 | 57.950 | 57.000 | 27.100 | 30.800 | 292.400 |
| 5    | Estados Unidos | 60.000 | 60.000 | 57.400 | 55.750 | 25.250 | 28.650 | 287.050 |
| 6    | Azerbaijão     | 57.850 | 54.950 | 57.450 | 57.000 | 29.250 | 30.000 | 286.500 |
| 7    | Uzbequistão    | 59.100 | 58.550 | 57.900 | 58.400 | 22.250 | 30.000 | 286.200 |
| 8    | França         | 59.050 | 57.600 | 54.200 | 55.150 | 26.550 | 31.400 | 283.950 |
| 9    | Hungria        | 56.700 | 57.700 | 58.250 | 57.400 | 25.350 | 28.500 | 283.900 |
| 10   | Brasil         | 52.350 | 55.200 | 54.850 | 56.500 | 27.150 | 33.550 | 279.600 |
| 11   | Japão          | 54.800 | 54.250 | 54.050 | 55.450 | 26.050 | 33.750 | 278.340 |
| 12   | China          | 57.100 | 58.850 | 56.150 | 45.300 | 28.100 | 31.900 | 277.400 |
| 13   | Cazaquistão    | 59.600 | 57.850 | 57.850 | 55.650 | 21.850 | 23.250 | 276.050 |
| 14   | Grécia         | 52.000 | 55.550 | 55.350 | 52.150 | 27.850 | 30.950 | 273.850 |
| 15   | Coreia do Sul  | 53.500 | 54.200 | 48.700 | 50.300 | 19.400 | 25.600 | 251.700 |
| 16   | Austrália      | 53.000 | 52.250 | 51.200 | 47.300 | 20.500 | 24.750 | 249.000 |

## Cotas Olímpicas
Os três primeiros conjuntos do grupo geral ganharam cotas de grupo para os Jogos Olímpicos de 2024.
| Nação           | Feminino   | Feminino | Cotas | Atletas |
| Nação           | Individual | Group    | Cotas | Atletas |
| --------------- | ---------- | -------- | ----- | ------- |
| BUL Bulgária    | 1          | 1        | 2     | 6       |
| ISR Israel      | 0          | 1        | 1     | 5       |
| ESP Espanha     | 0          | 1        | 1     | 5       |
| GER Alemanha    | 1          | 0        | 1     | 1       |
| ITA Itália      | 1          | 0        | 1     | 1       |
| Total: 5 países | 3          | 3        | 6     | 18      |

## Quadro de medalhas
*   país anfitrião (Bulgária)
| Pos.               | País               | Ouro | Prata | Bronze | Total |
| ------------------ | ------------------ | ---- | ----- | ------ | ----- |
| 1                  | Itália             | 6    | 1     | 2      | 9     |
| 2                  | Bulgária           | 2    | 3     | 1      | 6     |
| 3                  | Alemanha           | 1    | 3     | 1      | 5     |
| 4                  | Israel             | 0    | 2     | 0      | 2     |
| 5                  | Espanha            | 0    | 0     | 3      | 3     |
| 6                  | Azerbaijão         | 0    | 0     | 1      | 1     |
| 6                  | Eslovénia          | 0    | 0     | 1      | 1     |
| Total (7 entradas) | Total (7 entradas) | 9    | 9     | 9      | 27    |